# José Igual Torres
José Igual Torres fou un advocat i polític valencià, alcalde de València i diputat a les Corts Espanyoles durant la restauració borbònica.

## Biografia
Es llicencià en dret per la Universitat de València i milità sempre en partits republicans, ingressant finalment al Partit Demòcrata Possibilista d'Emilio Castelar, que acceptà la monarquia borbònica quan foren aprovats el sufragi universal i el jurat. Fou escollit alcalde de València el 1901-1902 i a les eleccions generals espanyoles de 1910 fou elegit diputat pel districte de Gandia.
El govern liberal de Sagasta nomenà José Igual Torres alcalde de València el 25 de març de 1901. El nomenament se produïx dues setmanes després d'unes eleccions a la Diputació Provincial que, a València, donen majoria als liberals. El novembre d'aquell any se celebraren les eleccions municipals de 1901 per tal de renovar la meitat de la corporació municipal i on triomfen els blasquistes amb dotze regidors, sis els liberals i dos els carlistes, entre d'altres; els sis candidats conservadors foren aclaparadorament derrotats. La corporació renovada a les eleccions de novembre de 1901 prengué possessió l'1 de gener de 1902.
Durant l'alcaldia d'Igual, arribà al tron Alfons XIII, el 17 de maig de 1902. Igual patí dos greus conflictes durant el seu curt mandat de quinze mesos: el primer, entre abril i maig de 1901, és la sèria oposició, amb vaga i conflicte públic, que provoca l'intent de cobrar un peatge als cotxes que entraren a la ciutat; el segon, l'actitud dels regidors republicans envers les festivitats religioses. La corporació acordà reiteradament tallar les subvencions municipals als actes de culte i l'alcalde Igual es va vore immers en una agra polèmica que resolgué acceptant els acords corporatius, tot i que més tard, de la pròpia butxaca, abonà les subvencions i assistí a les solemnitats litúrgiques en companyia d'una reduïda minoria d'edils catòlics. El gener de 1902, la corporació arribà a considerar una proposta republicana per al cobrament d'un canon pel toc de les campanes a les esglésies.

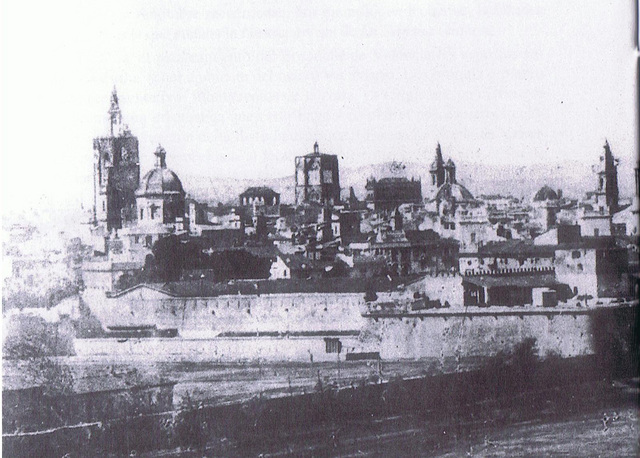
Ciutadella de València al segle XIX

El setembre de 1901 fou enderrocat, en presència de totes les autoritats del moment, la torre de la ciutadella de València, després del permís del capità general de València, Luis Manuel Pando Sánchez, a l'ajuntament. El març de 1902, els republicans a l'ajuntament intentaren, sense èxit, nomenar vies públiques en honor a Victor Hugo, Manuel Ruiz Zorrilla, Jaume I, José Antonio Guerrero Ludeña i Francesc Pi i Margall. Mentre, el programa de millores urbanes nascut de la coalició entre liberals i republicans no prosperava per manca de finançament: l'ajuntament emeté dues mil obligacions de cinc-centes pessetes cadascuna per tal de recaptar un milió de pessetes, però no pogué endossar més de 96 títols. La burgesia valenciana congelà el projecte d'una corporació que no encaixava en la seua línia ideològica.
L'agitada alcaldia de José Igual finalitzà com havia començat: amb crisi política. Caigueren els liberals del govern espanyol i, amb ells, l'alcalde. El conservador Francisco Maestre Laborde-Boix, durant uns dies, cobrí la interinitat de la presidència municipal. Però, el 22 de desembre ja havia pres possessió el nou alcalde que era, altra vegada, José Montesinos Checa.